# Семёновка (Корюковский район)
Семёновка (укр. Семенівка) — село в Корюковском районе Черниговской области Украины. До 19 июля 2020 года входило в состав Менского района. Население 943 человека. Занимает площадь 3,69 км².
Код КОАТУУ: 7423087601. Почтовый индекс: 15662. Телефонный код: +380 4644.

## Власть
Орган местного самоуправления — Семёновский сельский совет.